# Mildenfurther Kreuzmensch
Mildenfurther Kreuzmensch ist der Name einer Serie von Plastiken des im thüringischen Mildenfurth lebenden Bildhauers Volkmar Kühn (* 1942).

## Beschreibung
Die zwischen 2005 und 2015 entstandenen Bronzeplastiken stellen unbekleidete Menschen zumeist auf einem hohen Sockel dar. Sie stehen mit waagerecht abgespreizten Armen, was aus der Ferne einem Kreuz ähnelt und so zum Namen beigetragen hat. Erst beim Nähertreten wird der Mensch erkannt. Auffallend sind die großen Hände mit den überlangen Fingern. Im Gegensatz zum gekreuzigten Jesus mit gesenktem Kopf heben Kühns Kreuzmenschen den Blick nach oben.
Kühn attestiert seinen Figuren einen gewissen Weltschmerz, den auch er besitze, glaubt aber, dass sie auch viel Hoffnung zeigen.

## Standorte
- Reglerkirche in Erfurt: (Lage) Die Figur von 2005 steht in einer Außennische der Kirche rechts neben dem Eingang. Aus Platzgründen ist sie kleiner als die übrigen Kreuzmenschen und wird deshalb auch Kleiner Mildenfurther Kreuzmensch genannt.[3]

- Jutta-Park in Grimma: (Lage) Der im Jahr 2012 im Jutta-Park aufgestellte Kreuzmensch soll an das Hochwasser von 2002 erinnern, von dem Grimma besonders betroffen war. Von seinem hohen Standpunkt bietet er freien Blick auf die Mulde und die umgebenden Wiesen, die beim Hochwasser eine einzige Seenfläche waren.[4]

- Kloster Paulinzella: (Lage) Im Bereich der Klosterruine Paulinzella steht der Kreuzmensch seit 2015 an der Stelle des ehemaligen Hochaltars der Klosterkirche, der Ruine zugewandt. Paulinzella ist der Sehnsuchtsort der Kindheit des Künstlers.[2]

- Ehemaliges Kloster Mildenfurth: (Lage) Torso eines Kreuzmenschen vor der Pforte der ehemaligen Stiftskirche sowie im Skulpturengarten am ehemaligen Kreuzgang.

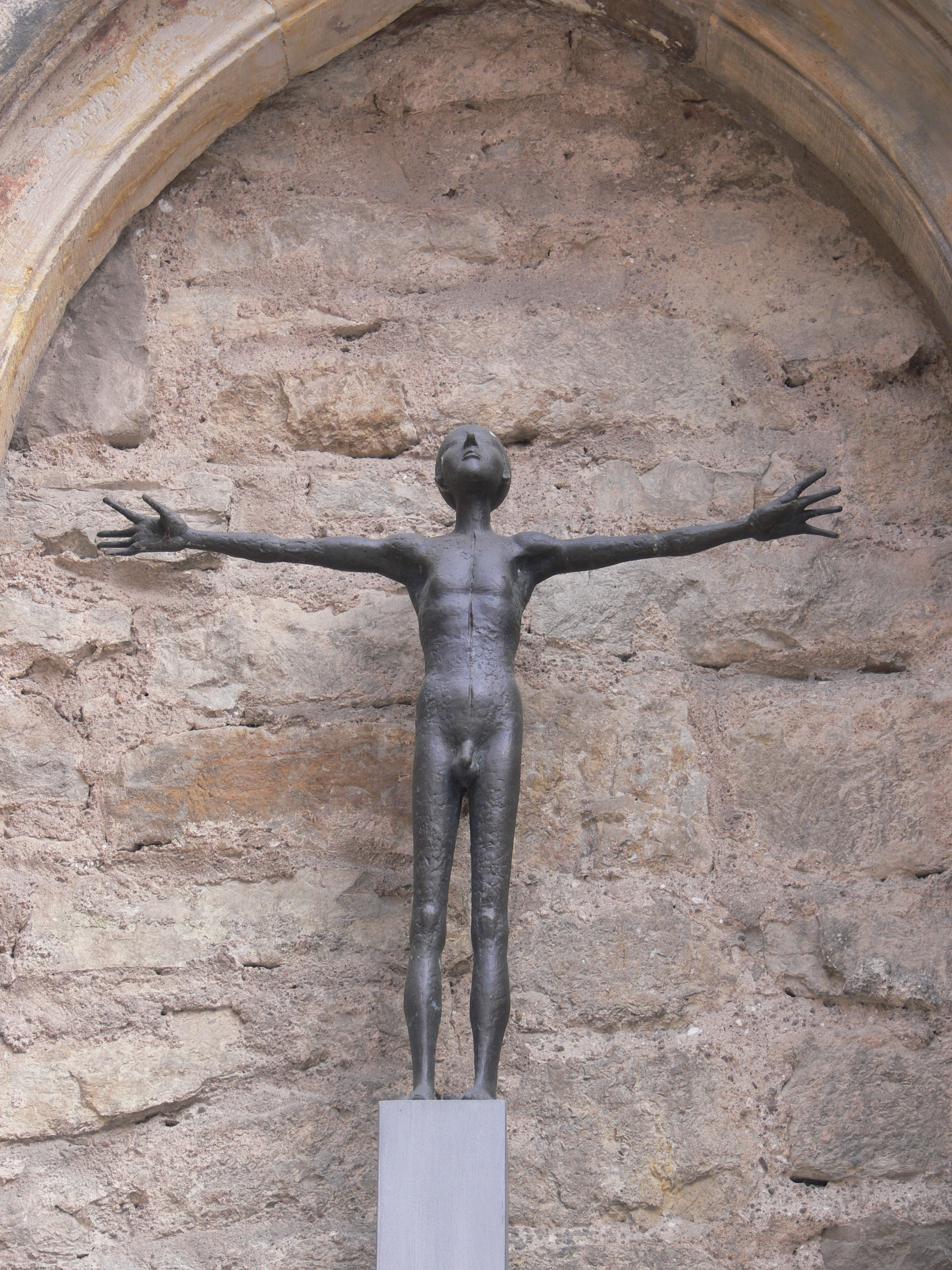
Reglerkirche in Erfurt
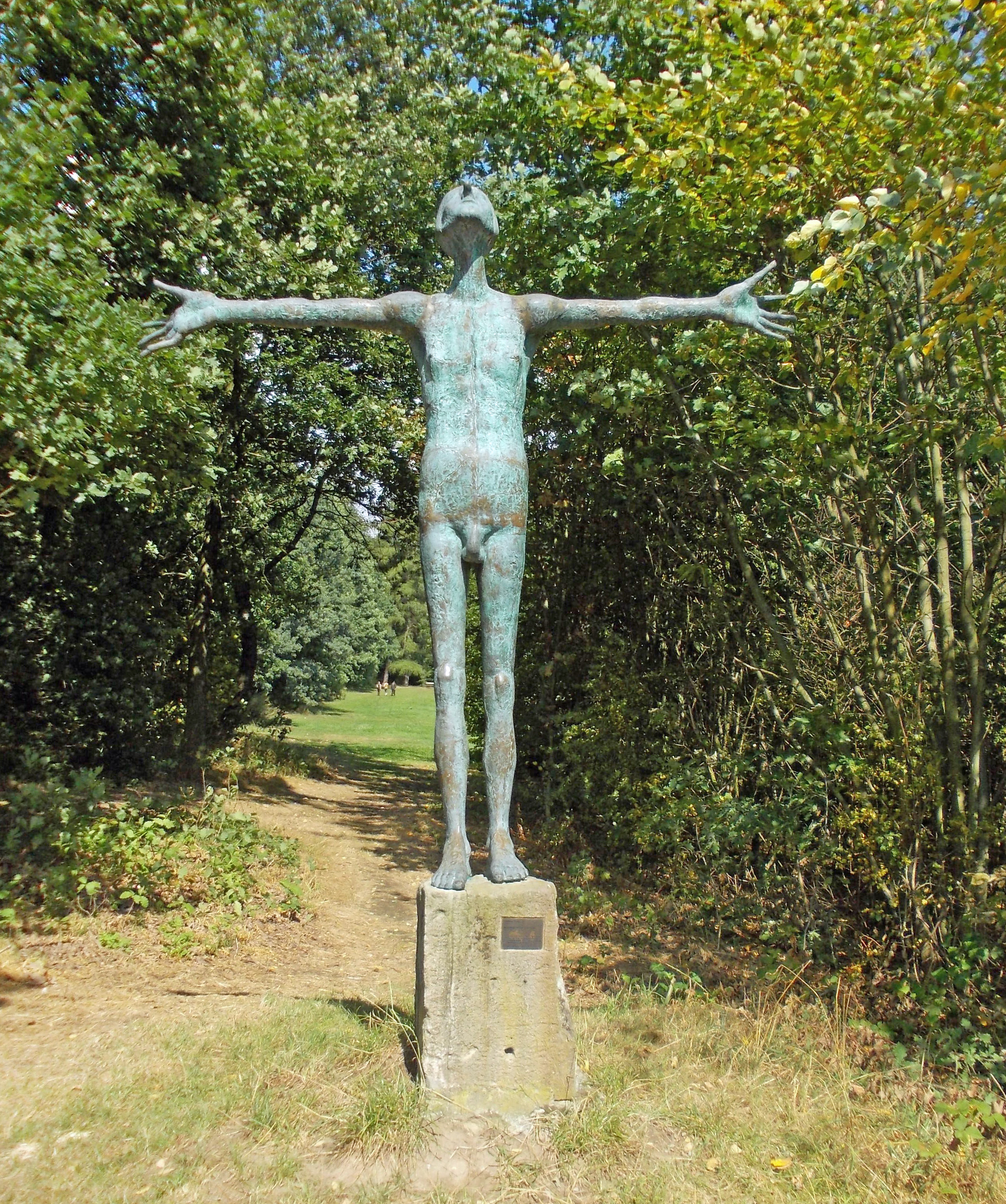
Jutta-Park in Grimma
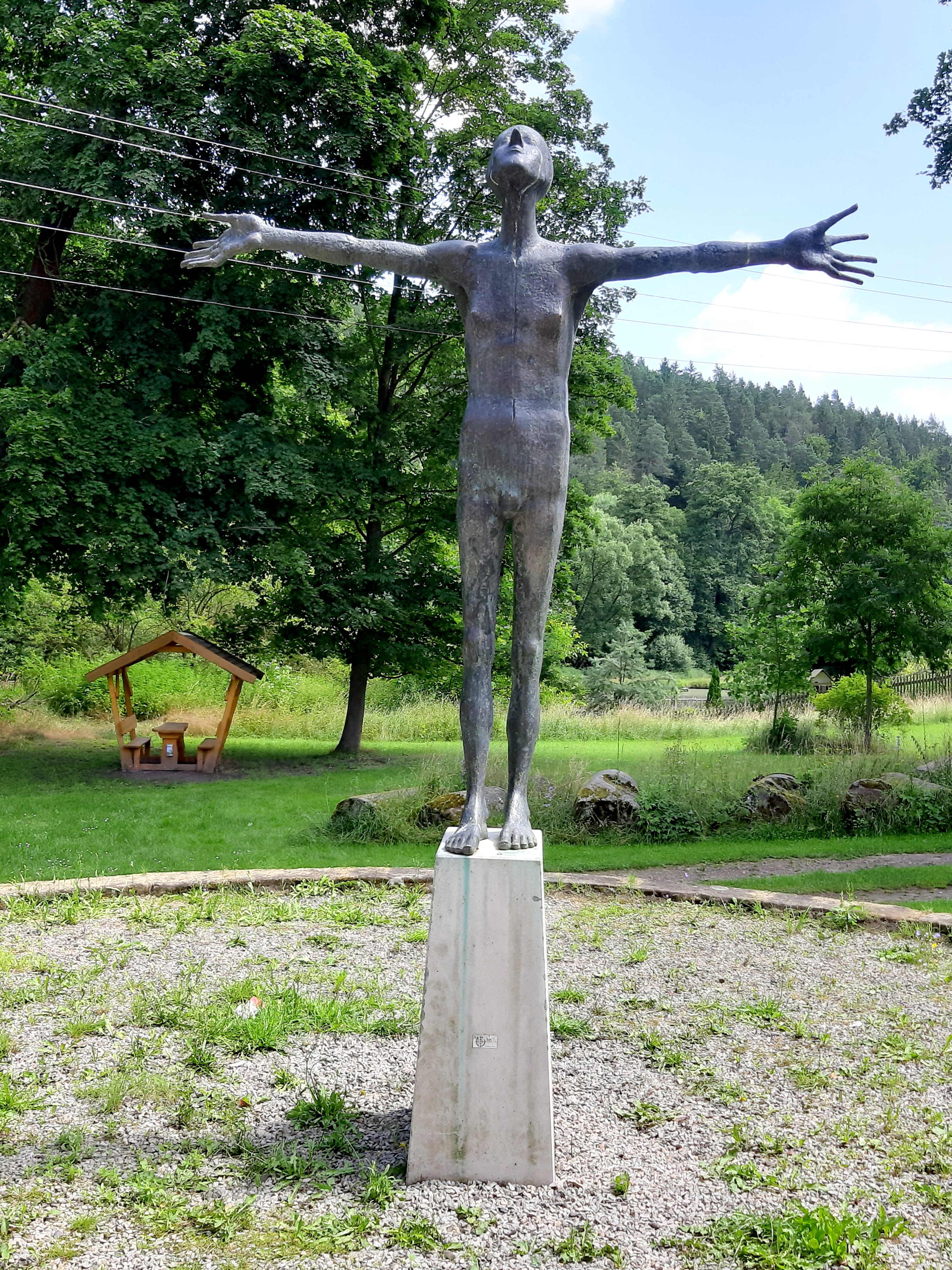
Kloster Paulinzella (Vorderseite)
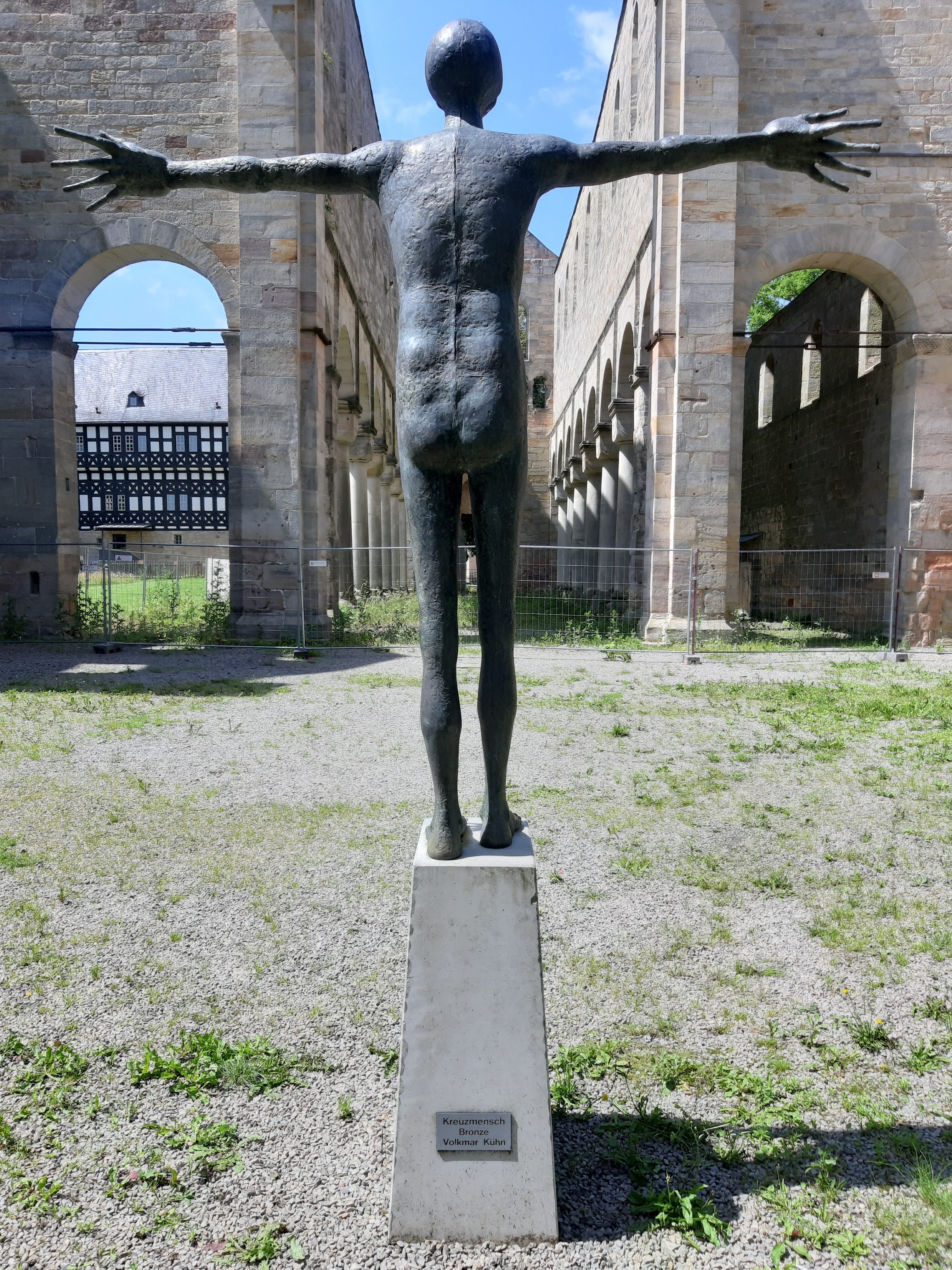
Kloster Paulinzella (Rückseite)
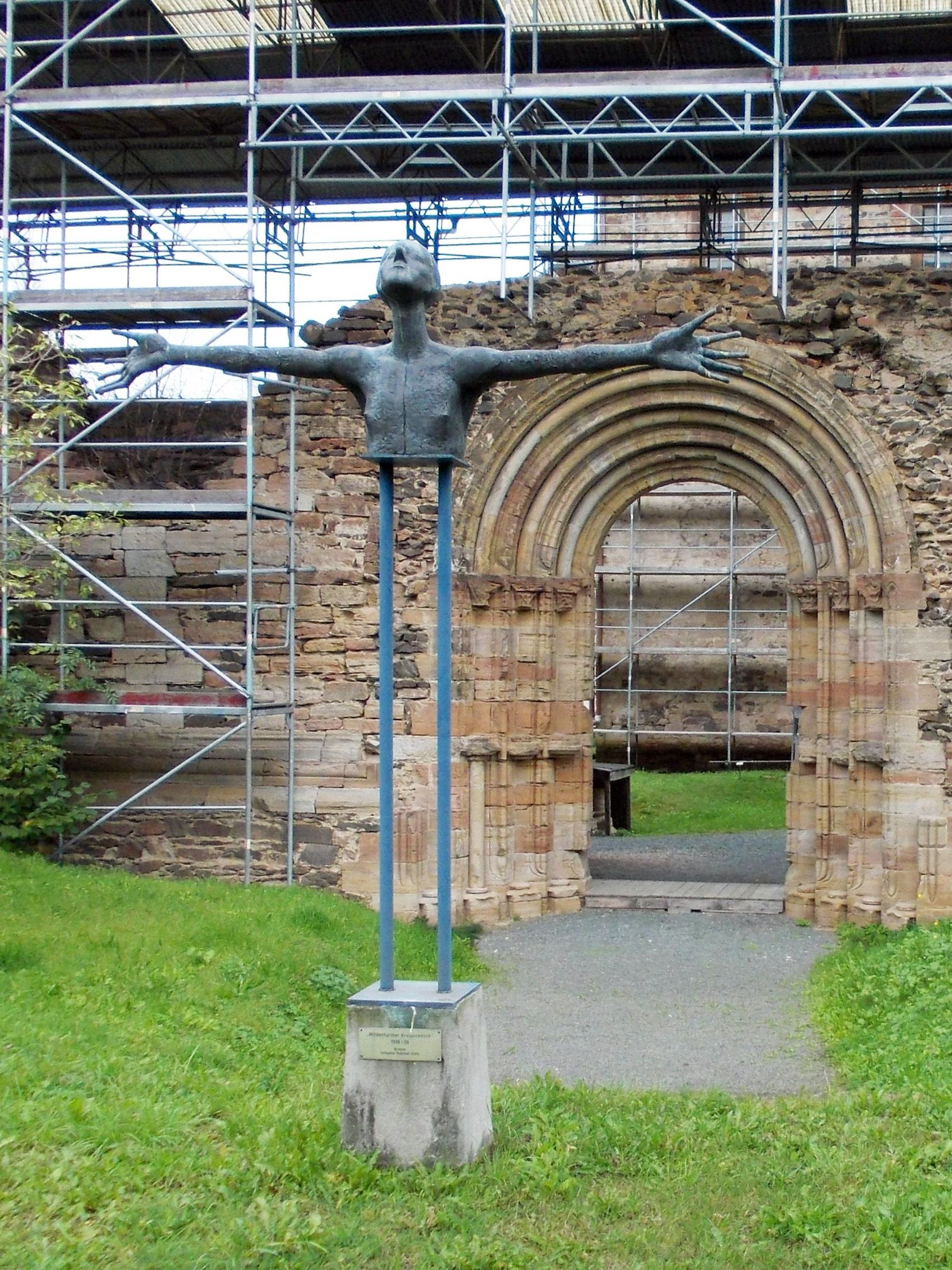
Ehemaliges Kloster Mildenfurth